# Čiginj
Čiginj este o localitate din comuna Tolmin, Slovenia, cu o populație de 176 de locuitori.